# Ruben Fleischer
Ruben Samuel Fleischer (ur. 31 października 1974 w Waszyngtonie) – amerykański reżyser i producent filmowy, producent telewizyjny, reżyser teledysków i reklam, mieszkający w Los Angeles. Najbardziej znany jest jako reżyser swojego pierwszego filmu  fabularnego pod tytułem Zombieland. Kontynuując swoją karierę stworzył filmy 30 minut lub mniej oraz Gangster Squad. Pogromcy mafii. W 2018 miał premierę jego film Venom, oparty na postaciach Marvel Comics. Przed reżyserią filmów fabularnych Fleischer był reżyserem reklam telewizyjnych i teledysków, pracując dla takich marek jak Cisco, Eurostar, ESPN i Burger King, a także takich artystów jak M.I.A., Electric Six, DJ Format i Gold Chains.

## Filmografia

### Filmy Fabularne
| Rok  | Tytuł                          | Reżyser | Producent |
| ---- | ------------------------------ | ------- | --------- |
| 2009 | Zombieland                     | tak     | nie       |
| 2011 | 30 minut lub mniej             | tak     | nie       |
| 2013 | Gangster Squad. Pogromcy mafii | tak     | tak       |
| 2014 | Two Night Stand                | nie     | tak       |
| 2017 | Sklep z jednorożcami           | nie     | tak       |
| 2018 | Venom                          | tak     | nie       |

### Telewizja
| Rok       | Tytuł                                    | Komentarz                          |
| --------- | ---------------------------------------- | ---------------------------------- |
| 2003–2006 | Jimmy Kimmel Live!                       | Reżyser 3 odcinków                 |
| 2006–2007 | Rob & Big                                | Producent                          |
| 2008      | Between Two Ferns with Zach Galifianakis | Reżyer 2 odcinków                  |
| 2009–2015 | Fantasy Factory                          | Producent                          |
| 2010      | Funny or Die Presents                    | Reżyser 4 odcinków                 |
| 2015      | Marry Me                                 | Odcinek „F Me”                     |
| 2015–2016 | Superstore                               | Reżyser 4 odcinków Producent       |
| 2016      | American Housewife                       | Reżyser odcinka: „Pilot” Producent |
| 2017      | Santa Clarita Diet                       | Reżyser 2 odcinków Producent       |

### Filmy krótkometrażowe
| Rok  | Tytuł                       | Komentarz          |
| ---- | --------------------------- | ------------------ |
| 2001 | The Girls Guitar Club       | reżyser, producent |
| 2005 | Gumball 3000: 6 Days in May | reżyser, producent |